# Angelino Rosa
Angelino Rosa (Venezia, 29 marzo 1948 – Venezia, 11 gennaio 2009) è stato un calciatore italiano, attivo nel ruolo di terzino negli anni sessanta e settanta.

## Carriera
Mezzala agli esordi, quindi utilizzato in massima parte come terzino ma in grado all'occorrenza di ricoprire anche il ruolo di libero, cresciuto nel Venezia nella prima metà degli anni sessanta ma non riesce a trovare spazio nella squadra lagunare che all'epoca milita fra Serie A e Serie B e passa in Serie D al Matera con cui resta quattro stagioni conquistando una promozione in Serie C.
Nell'estate 1969 sale di categoria trasferendosi alla Ternana, e disputa da titolare il campionato di Serie B 1969-1970, mettendosi in luce e generando l'interessamento della Roma, che lo acquista nell'estate 1970. Nella capitale tuttavia Rosa trova pochissimo spazio, venendo schierato in tre soli incontri di campionato, essendo a fine stagione ceduto di nuovo alla Ternana.
In Umbria Rosa torna protagonista delle migliori annate nella storia dei rossoverdi, quelle delle due promozioni in Serie A delle stagioni 1971-72 e 1973-74, seguite da due campionati in massima serie entrambi chiusi con la retrocessione. Dopo altri due campionati di B con la Ternana, nel 1977 torna al Venezia in Serie C dove chiude la carriera agonistica.
In carriera ha totalizzato complessivamente 59 presenze e 2 reti in Serie A e 162 presenze e 7 reti in Serie B. È tuttora il quinto calciatore della storia della Ternana per presenze complessive ed il secondo per presenze in serie A.
Rosa è scomparso all'inizio del 2009, a 61 anni ancora da compiere, per un tumore al pancreas.

## Palmarès

### Club

#### Competizioni nazionali
- Serie D: 1

Matera: 1967-1968